# Peddapuram
Peddapuram è una suddivisione dell'India, classificata come municipality, di 45.174 abitanti, situata nel distretto del Godavari Orientale, nello stato federato dell'Andhra Pradesh. In base al numero di abitanti la città rientra nella classe III (da 20.000 a 49.999 persone).

## Geografia fisica
La città è situata a 17° 4' 60 N e 82° 7' 60 E e ha un'altitudine di 34 m s.l.m..

## Società

### Evoluzione demografica
Al censimento del 2001 la popolazione di Peddapuram assommava a 45.174 persone, delle quali 22.308 maschi e 22.866 femmine. I bambini di età inferiore o uguale ai sei anni assommavano a 4.815, dei quali 2.453 maschi e 2.362 femmine. Infine, coloro che erano in grado di saper almeno leggere e scrivere erano 28.271, dei quali 14.816 maschi e 13.455 femmine.